# Alberta Brianti
Alberta Brianti (San Secondo Parmense, Italia, 5 de abril de 1980) es una tenista profesional de Italia.

## Finales en el circuito WTA

### Individuales: 2 (1-1)
| Leyenda                                      |
| -------------------------------------------- |
| Grand Slam (0–0)                             |
| WTA Tour Championships (0–0)                 |
| WTA Tournament of Champions (0-0)            |
| Tier I / Premier Mandatory & Premier 5 (0–0) |
| Tier II / Premier (0–0)                      |
| Tier III, IV & V / International (1–1)       |

| Finales por superficie |
| ---------------------- |
| Dura (0–1)             |
| Hierba (0–0)           |
| Tierra batida (1–0)    |

| Resultado | N.º. | Fecha                   | Torneo         | Superficie    | Oponente en la final | Resultado |
| --------- | ---- | ----------------------- | -------------- | ------------- | -------------------- | --------- |
| Finalista | 1.   | 2 de septiembre de 2009 | Cantón, China  | Dura          | Shahar Peer          | 3–6, 4–6  |
| Ganadora  | 1.   | 24 de abril de 2011     | Fes, Marruecos | Tierra batida | Simona Halep         | 6–4, 6–3  |

### Dobles: 4 (2-2)
| Leyenda                                      |
| -------------------------------------------- |
| Grand Slam (0–0)                             |
| WTA Tour Championships (0–0)                 |
| Tier I / Premier Mandatory & Premier 5 (0–0) |
| Tier II / Premier (0–0)                      |
| Tier III, IV & V / International (2–2)       |

| Finales por superficie |
| ---------------------- |
| Dura (1–2)             |
| Hierba (0–0)           |
| Tierra batida (1–0)    |

| Resultado | N.º. | Fecha                 | Torneo                 | Superficie    | Pareja            | Oponentes en la final               | Resultado |
| --------- | ---- | --------------------- | ---------------------- | ------------- | ----------------- | ----------------------------------- | --------- |
| Finalista | 1.   | 12 de octubre de 2007 | Kolkata, India         | Dura          | Mariya Koryttseva | Alla Kudryavtseva / Vania King      | 1–6, 4–6  |
| Ganadora  | 1.   | 17 de abril de 2010   | Palermo, Italia        | Tierra batida | Sara Errani       | Jill Craybas / Julia Görges         | 6–4, 6–1  |
| Ganadora  | 2.   | 27 de agosto de 2011  | Dallas, Estados Unidos | Dura          | Sorana Cirstea    | Alize Cornet / Pauline Parmentier   | 7–5, 6–3  |
| Finalista | 2.   | 28 de julio de 2012   | Bakú, Azerbaiyán       | Dura          | Eva Birnerová     | Irina Buryachok / Valeria Solovieva | 3–6, 2–6  |

## Clasificación en torneos del Grand Slam
| Torneo                 | 2011 | 2010 | 2009 | 2008 | 2007 | 2006 | Títulos |
| ---------------------- | ---- | ---- | ---- | ---- | ---- | ---- | ------- |
| Australian Open        | 2r   | 3r   | 2r   | -    | 1r   | -    | 0       |
| Roland Garros          |      | 1r   | -    | -    | 1r   | 1r   | 0       |
| Wimbledon              |      | 2r   | 1r   | -    | 1r   | -    | 0       |
| US Open                |      | 1r   | 1r   | -    | 1r   | -    | 0       |
| WTA Tour Championships |      | -    | -    | -    | -    | -    | 0       |